# Franz Scheidies
Franz Scheidies (22 décembre 1890 à Größpelken (lt), arrondissement de Tilsit – 7 avril 1942 près de Gluschitza (uk)) est un Generalmajor allemand qui a servi dans la Heer au sein de la Wehrmacht pendant la Seconde Guerre mondiale.
Il a été récipiendaire de la croix de chevalier de la croix de fer avec feuilles de chêne. La croix de chevalier de la croix de fer et son grade supérieur, les feuilles de chêne, sont attribués pour récompenser un acte d'une extrême bravoure sur le champ de bataille ou un commandement militaire avec succès.

## Biographie
Franz Scheidies s'engage dans l'armée prussienne début octobre 1905 et sert à l'école de sous-officiers de Treptow-sur-la-Rega (de). Il participe à la Première Guerre mondiale, reçoit les deux classes de la Croix de fer et sert début 1919 comme lieutenant dans un régiment d'infanterie.
Franz Scheidies est tué par un sniper soviétique le 7 avril 1942 près de Gluschitza (uk).

## Décorations
- Agrafe de la croix de fer (1939)
  - 2e classe (19 septembre 1939)
  - 1re classe (3 octobre 1939)
- Croix de chevalier de la croix de fer avec feuilles de chêne
  - Croix de chevalier le 5 août 1940 en tant que Oberstleutnant et commandant du Festungs-Infanterie-Regiment « C » (Divisions Stab z.b.V. 444)[1][Notes 1]
  - 43e feuilles de chêne le 31 décembre 1941 en tant que Oberst et commandant du Infanterie-Regiment 22[1]